# Сиданко
«Сиданко» (акроним от «Сибирско-Дальневосточная нефтяная компания») — российская нефтяная компания, существовавшая в 1994—2001 годах.

## Образование
Компания была создана путём выделения ряда активов из состава государственной «Роснефти» в рамках кампании по приватизации российской нефтяной отрасли. Постановление Правительства России № 452 от 5 мая 1994 года передавало в состав вновь созданной компании ряд нефтедобывающих и нефтеперерабатывающих предприятий: «Варьеганнефтегаз», «Пурнефтегаз», «Кондпетролеум», «Черногорнефть», «Удмуртнефть», Саратовский НПЗ и Ангарский нефтехимический комбинат (АНХК). 
В январе 1995 года «Пурнефтегаз» постановлением Правительства был возвращён в состав «Роснефти» (позднее «Сиданко» безуспешно пыталась оспорить это решение). В сентябре того же года в качестве «компенсации» из состава «Роснефти» были выделены и переданы «Сиданко» Хабаровский НПЗ и «Саратовнефтегаз».

## Приватизация
В 1995—1997 годах компания была приватизирована.
В 1995 году 51 % акций компании был продан структурам Бориса Йордана за 130 млн долларов, спустя два года этот пакет акций был продан группе «Интеррос» (в 1996 купившей 34 % акций «Сиданко») за 129 млн долларов.
В ноябре 1997 года 10 % акций компании за 571 млн долларов были проданы британской British Petroleum, однако при этом она получила в управление 20 % акций российской корпорации.

## Деятельность
В 1999 году компания добыла около 20 млн тонн нефти и была шестой по величине нефтяной компанией России. НПЗ компании переработали более 16 млн тонн нефти. Выручка компании составляла 6590,3 млн руб., чистая прибыль 979,3 млн руб. 
В 2000—2001 годах финансовые показатели уже не публиковались.

## Поглощение
Изначально предполагалось, что основной деятельностью компании станет обеспечение нефтепродуктами потребителей в Сибири и на Дальнем Востоке, однако спрос в этих регионах был минимальным. В 1997 году процедуре банкротства была подвергнута Ангарская НХК, что привело к фактически двукратному сокращению мощности предприятия.
Нефтедобывающие предприятия «Сиданко» отличались большой самостоятельностью и создали множество совместных предприятий с иностранными партнёрами, в которые выделялись наиболее интересные с экономической точки зрения активы. В результате в начале 1998 года была начата процедура банкротства в отношении «Удмуртнефти», «Черногорнефти» и «Кондпетролеума». Осенью того же года совладелец «Интерроса» Владимир Потанин заявил, что «Сиданко» представляет собой «набор бессмысленных активов» и предложил Правительству России АНХК и «Кондпетролеум» в обмен на помощь в реструктуризации долгов компании.
К этому времени интерес к приобретению активов «Сиданко» (прежде всего, «Черногорнефти») проявила «Тюменская нефтяная компания» (ТНК). 
В 1999 году в отношении компании была начата процедура банкротства, она лишилась двух нефтеперерабатывающих заводов: 
- «Юкосу» достался АНХК,
- группе «Альянс» бывшего главы «Сиданко» Зии Бажаева — Хабаровский НПЗ.

Вскоре была потеряна и «Варьеганнефть» (вошла в «Славнефть»). Сама компания и её нефтедобывающие дочерние компании постепенно перешли под контроль ТНК. После этого финансовое положение компании стало улучшаться и процедура банкротства была прекращена. Поглощения компании ТНК формально завершилось в 2001 году с покупкой 40 % акций «Сиданко» у кипрского оффшора Kantupan. 
В 2005 году ОАО «Сиданко» окончательно прекратило существование через два года после включения активов ТНК в состав вновь созданной компании ТНК-ВР, куда BP были внесены также остававшиеся у неё 10 % акций «Сиданко».

## Руководство
Главы компании — Анатолий Сивак (1994—1997), Зия Бажаев (1997—1998), Дмитрий Маслов (1998—1999). С 1 июля 1997 по 1999 годы заместителем президента, президентом был Борис Волков (он же — генеральный директор АО «Черногорнефть» с 1989 по 1997 годы, Нижневартовск).
Под управлением ТНК руководителями бизнес-единиц на базе «Сиданко» были Роберт Шеппард (1999—2002, 2003—2005) и Лоуренс Смит (2002—2003)